# Croatia-Slovenia
La Croatia-Slovenia (ufficialmente nota anche come Hrvaška-Slovenija e Hrvatska-Slovenija, in sloveno e croato rispettivamente) è una corsa in linea maschile di ciclismo su strada che si disputa annualmente tra la Croazia e la Slovenia. Dal 2008 fa parte del circuito UCI Europe Tour come competizione di classe 1.2.
Nota tra il 2008 e il 2012 alternatamente come Ljubljana-Zagreb o Zagreb-Ljubljana, si correva tra Lubiana, in Slovenia, e Medvedgrad, vicino a Zagabria, in Croazia; più precisamente nel 2008, nel 2009 e nel 2011 ebbe partenza in Slovenia e arrivo in Croazia, nel 2010 e nel 2012 si tenne su percorso inverso. Dal 2013 viene invece corsa su un tracciato leggermente differente, con partenza a Zagabria e arrivo a Novo Mesto dopo 178,3 km di gara.
La competizione è organizzata congiuntamente da due società, il Kolesarski klub Adria Mobil di Novo Mesto – che gestisce anche la formazione Continental Adria Mobil – e il Biciklistički Klub Zagreb di Zagabria.

## Albo d'oro
Aggiornato all'edizione 2019.
| Anno    | Vincitore      | Secondo           | Terzo             |
| ------- | -------------- | ----------------- | ----------------- |
| 2008    | Robert Vrečer  | Matija Kvasina    | Marco Ghiselli    |
| 2009    | Robert Vrečer  | Hrvoje Miholjević | Kristjan Fajt     |
| 2010    | Matej Mugerli  | Josef Benetseder  | Marko Kump        |
| 2011    | Kristjan Fajt  | Reto Hollenstein  | Jakub Kratochvila |
| 2012    | Marko Kump     | Matej Mugerli     | Luka Mezgec       |
| 2013    | Riccardo Zoidl | Dominik Hrinkow   | Klemen Štimulak   |
| 2014    | Primož Roglič  | David Wöhrer      | Matej Marin       |
| 2015    | Marko Kump     | Filippo Fortin    | Mattia Gavazzi    |
| 2016    | Jannik Steimle | Patrick Schelling | Ziga Groselj      |
| 2017    | Dušan Rajović  | Luka Cotar        | Žiga Jerman       |
| 2018    | Dušan Rajović  | Michael Kukrle    | Filippo Fortin    |
| 2019    | Marko Kump     | Rok Korosek       | Tilen Finkšt      |
| 2020-22 | non disputata  | non disputata     | non disputata     |